# جایزه سینمایی انتخاب منتقدان برای بهترین فیلم

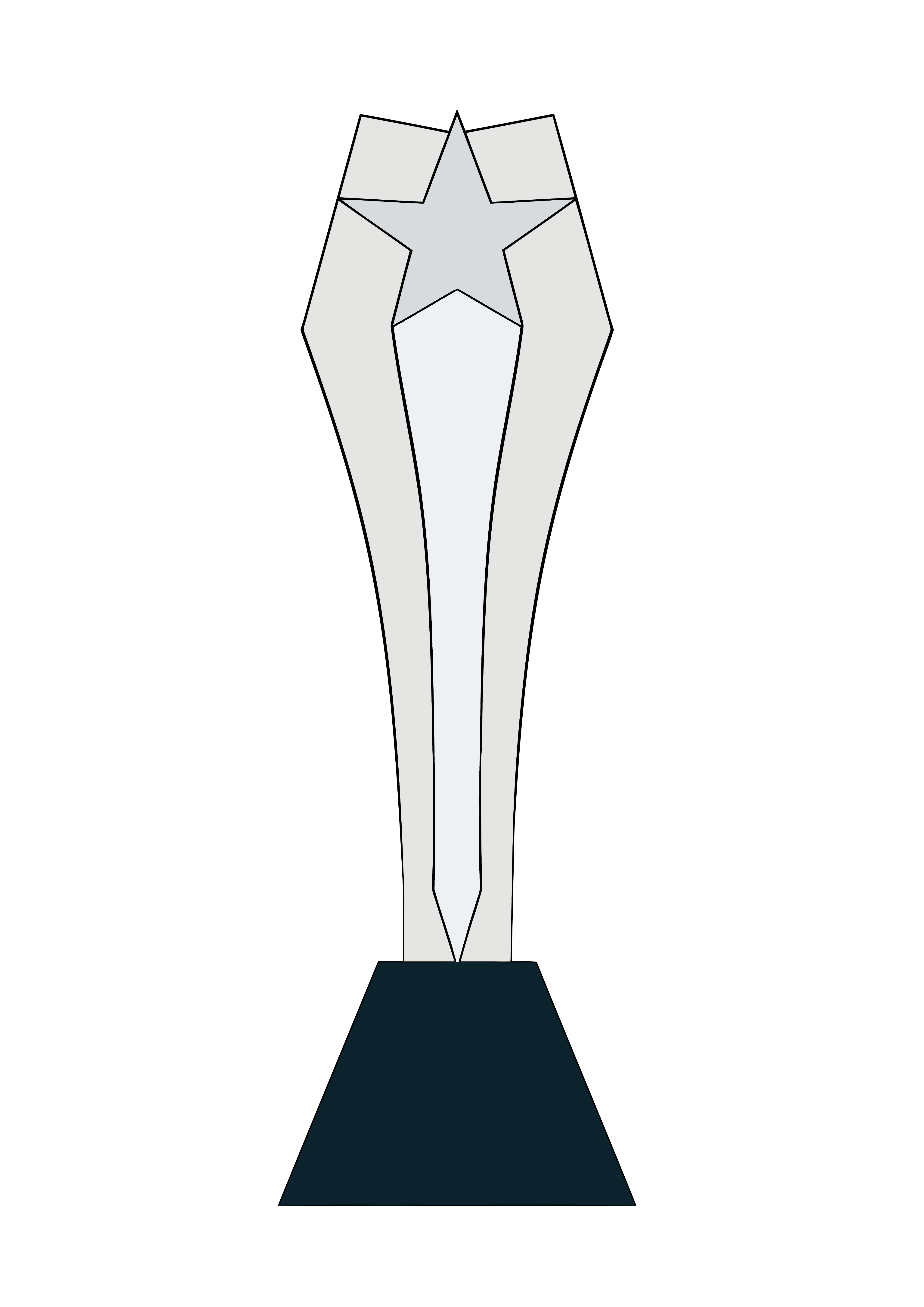
جایزه منتقدان

جایزه سینمایی انتخاب منتقدان برای بهترین فیلم (انگلیسی: Critics' Choice Movie Award for Best Picture) این جایزه به افرادی که در صنعت سینما مشغول هستند توسط انجمن منتقدان پخش فیلم اهدا می‌شود.

## توضیحات
- "†" نشان می دهد برنده جایزه اسکار شده است.
- "‡" نشان می دهد نامزد جایزه اسکار شده است.

## لیست برنده‌ها و نامزدها

### دهه ۱۹۹۰
- ۱۹۹۵: عقل و احساس (فیلم) ‡
- ۱۹۹۶: فارگو (فیلم) ‡
  - Big Night
  - بوته آزمایش (فیلم ۱۹۹۶)
  - بیمار انگلیسی (فیلم) †
  - اویتا (فیلم)
  - هملت (فیلم ۱۹۹۶)
  - جری مگوایر ‡
  - ستاره تنها (فیلم)
  - مردم علیه لری فلینت
  - درخشیدن (فیلم) ‡
- ۱۹۹۷: محرمانه لس آنجلس (فیلم) ‡
  - آمیستاد
  - بهتر از این نمی‌شه ‡
  - شب‌های عیاشی
  - دنی براسکو
  - ویل هانتینگ خوب ‡
  - فول مانتی ‡
  - تایتانیک (فیلم ۱۹۹۷) †
  - سگ را بجنبان
  - بال‌های کبوتر
- ۱۹۹۸: نجات سرباز رایان ‡
  - الیزابت (فیلم) ‡
  - خدایان و هیولاها
  - زندگی زیباست (فیلم ۱۹۹۷) ‡
  - خارج از دید (فیلم ۱۹۹۸)
  - پلیزنتویل (فیلم)
  - شکسپیر عاشق †
  - یک نقشه ساده
  - خط باریک سرخ (فیلم) ‡
  - نمایش ترومن
- ۱۹۹۹: زیبایی آمریکایی †
  - جان مالکوویچ بودن
  - قوانین خانه سایدر (فیلم) ‡
  - مسیر سبز ‡
  - نفوذی (فیلم ۱۹۹۹) ‡
  - مگنولیا (فیلم)
  - مرد روی ماه (فیلم)
  - حس ششم (فیلم) ‡
  - آقای ریپلی بااستعداد (فیلم)
  - سه پادشاه (فیلم ۱۹۹۹)

### دهه ۲۰۰۰
- ۲۰۰۰: گلادیاتور (فیلم ۲۰۰۰) †
  - تقریباً مشهور
  - بیلی الیوت
  - دورافتاده
  - ببر خیزان، اژدهای پنهان ‡
  - ارین براکویچ (فیلم) ‡
  - قلم‌پرها (فیلم)
  - Thirteen Days
  - قاچاق (فیلم ۲۰۰۰) ‡
  - Wonder Boys
  - می‌توانی روی من حساب کنی
- ۲۰۰۱: ذهن زیبا †
  - علی (فیلم)
  - در اتاق خواب ‡
  - ارباب حلقه‌ها: یاران حلقه ‡
  - مردی که آنجا نبود
  - ممنتو
  - مولن روژ! ‡
  - جاده مالهالند (فیلم)
  - اخبار کشتیرانی (فیلم)
  - شرک (فیلم)
- ۲۰۰۲: شیکاگو (فیلم ۲۰۰۲) †
  - درباره اشمیت
  - اقتباس (فیلم ۲۰۰۲).
  - اگه می‌تونی منو بگیر (فیلم ۲۰۰۲)
  - دور از بهشت
  - دارودسته‌های نیویورکی ‡
  - ساعت‌ها (فیلم ۲۰۰۲) ‡
  - ارباب حلقه‌ها: دو برج (فیلم) ‡
  - پیانیست (فیلم) ‡
  - جاده‌ای به‌سوی تباهی
- ۲۰۰۳: ارباب حلقه‌ها: بازگشت پادشاه (فیلم) †
  - ماهی بزرگ
  - کوهستان سرد
  - در جستجوی نمو
  - در آمریکا
  - آخرین سامورایی
  - گمشده در ترجمه ‡
  - ناخدا و فرمانده: آخر دنیا ‡
  - رودخانه میستیک ‡
  - سیبیسکوت (فیلم) ‡
- ۲۰۰۴: راه‌های فرعی (فیلم) ‡
  - هوانورد (فیلم ۲۰۰۴) ‡
  - وثیقه (فیلم)
  - درخشش ابدی یک ذهن پاک
  - در جستجوی ناکجاآباد ‡
  - هتل رواندا
  - کینزی (فیلم)
  - دختر میلیون‌دلاری †
  - شبح اپرا (فیلم ۲۰۰۴)
  - ری (فیلم) ‡
- ۲۰۰۵: کوهستان بروکبک ‡
  - کاپوتی (فیلم) ‡
  - مرد سیندرلایی
  - باغبان وفادار (فیلم)
  - تصادف (فیلم ۲۰۰۴) †
  - شب‌بخیر و موفق باشید. ‡
  - کینگ کونگ (فیلم ۲۰۰۵)
  - خاطرات یک گیشا (فیلم)
  - مونیخ (فیلم) ‡
  - سربه‌راه باش
- ۲۰۰۶: رفتگان †
  - بابل (فیلم ۲۰۰۶ آمریکایی) ‡
  - الماس خونین (فیلم)
  - دختران رؤیایی (فیلم)
  - نامه‌هایی از ایووجیما ‡
  - بچه‌های کوچک (فیلم)
  - میس سان‌شاین کوچولو ‡
  - یادداشت‌هایی بر یک رسوایی
  - ملکه (فیلم ۲۰۰۶) ‡
  - یونایتد ۹۳ (فیلم)
- ۲۰۰۷: جایی برای پیرمردها نیست (فیلم) †
  - گانگستر آمریکایی (فیلم)
  - تاوان (فیلم ۲۰۰۷) ‡
  - لباس غواصی و پروانه (فیلم)
  - به‌سوی طبیعت وحشی
  - جونو (فیلم) ‡
  - بادبادک‌باز (فیلم)
  - مایکل کلیتون ‡
  - سوئینی تاد: آرایشگر شیطانی خیابان فلیت (فیلم ۲۰۰۷)
  - خون به پا خواهد شد ‡
- ۲۰۰۸: میلیونر زاغه‌نشین †
  - بچه جایگزین (فیلم)
  - مورد عجیب بنجامین باتن ‡
  - شوالیه تاریکی (فیلم)
  - تردید (فیلم ۲۰۰۸)
  - فراست/نیکسون ‡
  - میلک (فیلم) ‡
  - کتاب‌خوان (فیلم ۲۰۰۸) ‡
  - وال-ئی
  - کشتی‌گیر (فیلم)
- ۲۰۰۹: مهلکه †
  - آواتار (فیلم ۲۰۰۹) ‡
  - درس‌آموزی ‡
  - حرامزاده‌های لعنتی ‡
  - شکست‌ناپذیر (فیلم ۲۰۰۹ ایستوود)
  - نه (فیلم ۲۰۰۹)
  - گرانبها (فیلم ۲۰۰۹) ‡
  - یک مرد جدی ‡
  - بالا (فیلم ۲۰۰۹) ‡
  - بالا در آسمان (فیلم ۲۰۰۹) ‡

### دهه ۲۰۱۰
- ۲۰۱۰: شبکه اجتماعی (فیلم) ‡
  - ۱۲۷ ساعت ‡
  - قوی سیاه (فیلم ۲۰۱۰) ‡
  - مشت‌زن (فیلم ۲۰۱۰) ‡
  - تلقین (فیلم) ‡
  - سخنرانی پادشاه †
  - شهر (فیلم ۲۰۱۰)
  - داستان اسباب‌بازی ۳ ‡
  - شجاعت واقعی (فیلم ۲۰۱۰) ‡
  - زمستان استخوان‌سوز ‡
- ۲۰۱۱: آرتیست †
  - زادگان ‡
  - رانندگی (فیلم)
  - فوق‌العاده بلند و بیش از حد نزدیک ‡
  - خدمتکاران (فیلم) ‡
  - هیوگو (فیلم) ‡
  - نیمه‌شب در پاریس ‡
  - مانیبال ‡
  - درخت زندگی (فیلم) ‡
  - اسب جنگی ‡
- ۲۰۱۲: آرگو (فیلم ۲۰۱۲) †
  - جانوران حیات وحش جنوب ‡
  - جنگوی زنجیربریده ‡
  - بینوایان (فیلم ۲۰۱۲) ‡
  - زندگی پی (فیلم) ‡
  - لینکلن (فیلم ۲۰۱۲) ‡
  - استاد (فیلم ۲۰۱۲)
  - قلمرو طلوع ماه
  - دفترچه امیدبخش ‡
  - سی دقیقه پس از نیمه‌شب ‡
- ۲۰۱۳: ۱۲ سال بردگی †
  - حقه‌بازی آمریکایی ‡
  - کاپیتان فیلیپس (فیلم) ‡
  - باشگاه خریداران دالاس ‡
  - جاذبه (فیلم) ‡
  - او (فیلم ۲۰۱۳) ‡
  - درون لوین دیویس
  - نبراسکا (فیلم) ‡
  - نجات آقای بنکس
  - گرگ وال استریت ‡
- ۲۰۱۴: پسرانگی ‡
  - بردمن (فیلم) †
  - دختر گم‌شده (فیلم)
  - هتل بزرگ بوداپست ‡
  - بازی تقلید ‡
  - شبگرد (فیلم ۲۰۱۴)
  - سلما (فیلم) ‡
  - نظریه همه‌چیز (فیلم ۲۰۱۴) ‡
  - شکست‌ناپذیر (فیلم ۲۰۱۴)
  - شلاق (فیلم ۲۰۱۴) ‡
- ۲۰۱۵: اسپات‌لایت (فیلم ۲۰۱۵) †
  - رکود بزرگ (فیلم) ‡
  - پل جاسوس‌ها ‡
  - بروکلین (فیلم) ‡
  - کارول (فیلم)
  - مکس دیوانه: جاده خشم ‡
  - مریخی (فیلم) ‡
  - بازگشته (فیلم ۲۰۱۵) ‡
  - اتاق (فیلم ۲۰۱۵) ‡
  - سیکاریو (فیلم ۲۰۱۵)
  - جنگ ستارگان: نیرو برمی‌خیزد
- ۲۰۱۶: لا لا لند ‡
  - ورود (فیلم ۲۰۱۶) ‡
  - حصارها (فیلم) ‡
  - ستیغ هک‌سا ‡
  - اگر سنگ از آسمان ببارد ‡
  - شیر (فیلم ۲۰۱۶) ‡
  - لاوینگ (فیلم ۲۰۱۶)
  - منچستر بای د سی ‡
  - مهتاب (فیلم ۲۰۱۶) †
  - سالی (فیلم ۲۰۱۶)